# MLB 09: The Show
MLB 09: The Show est un jeu vidéo de sport (baseball) développé par SIE San Diego Studio et édité par Sony Computer Entertainment, sorti en 2009 sur PlayStation 2, PlayStation 3 et PlayStation Portable.

## Accueil
- IGN : 8,7/10[1]